# Bronxville
Bronxville is een dorp (village) in de Amerikaanse staat New York, is onderdeel van de stad (town) Eastchester en valt bestuurlijk gezien onder Westchester County.

## Geografie
Volgens het United States Census Bureau beslaat het dorp een oppervlakte van
2,52 km², geheel bestaande uit land – dit is ongeveer 20% van de stad Eastchester. Bronxville ligt ongeveer 24 km ten noorden van Midtown Manhattan, op ongeveer 28 m boven zeeniveau.

## Demografie
Bij de volkstelling in 2018 werd het aantal inwoners vastgesteld op 6.394.
In 2016 werd Bronxville door het Consumer News and Business Channel aangemerkt als de duurste buitenwijk van de tien grootste steden in de VS – de mediaan van de waarde van de huizen was $2,33 miljoen. Bronxville stond in Bloomberg's "America's 100 Richest Places" op de achtste plaats in 2017 en 2018, en op de negende in 2019 – het is de op één na rijkste plaats in de staat New York.

## Plaatsen in de nabije omgeving
De onderstaande figuur toont nabijgelegen plaatsen in een straal van 4 km rond Bronxville.

## Geboren
- Tony Bonadies (1916–1964), autocoureur
- Lawrence Kohlberg (1927–1987), psycholoog
- Brice Marden (1938-2023), kunstenaar
- Dennis Ritchie (1941–2011), informaticus en programmeur
- Pauline Kruseman (1942), Nederlands museumdirecteur
- Tina Sloan (1943), actrice
- Gretchen Peters (1957), zangeres en songwriter
- Kathryn Bertine (1975), wielrenster
- Chris Baio (1984), muzikant, singer-songwriter en muziekproducent
- Jamie Loeb (1995), tennisspeelster